# Xenophantos
Xenophantos (altgriechisch Χενόφαντος) war ein im frühen 4. Jahrhundert v. Chr. tätiger griechischer Töpfer. Er signierte zwei Bauchlekythen mit aufgesetzten Reliefs und rotfiguriger Malerei, die Darstellungen von jagenden Persern zeigen. Beide Vasen befinden sich heute in der Eremitage in St. Petersburg. Aufgrund der Signaturen und des Fundorts Pantikapaion auf der Krim wird vermutet, dass Xenophantos, der nach der Signatur ursprünglich aus Athen stammt, die beiden Lekythen nicht dort angefertigt hat, sondern möglicherweise in Pantikapaion selbst tätig war. Die Malereien werden einem nach ihm benannten Xenophantos-Maler zugeschrieben, der aber wahrscheinlich mit dem Töpfer identisch ist.